# Từ vựng
Từ vựng, ngữ vựng, kho từ vựng hay vốn từ của một người là tập hợp các từ trong một ngôn ngữ mà người đó quen thuộc (biết tới). Vốn từ vựng thường xuyên tăng lên theo tuổi tác, và là công cụ cơ bản và hữu dụng trong giao tiếp và thu nhận kiến thức. Người ta phân biệt hai loại kho từ vựng là chủ động và bị động. Kho từ vựng chủ động bao gồm các từ được sử dụng trong văn nói và văn viết. Kho từ vựng bị động bao gồm các từ mà một người có thể nhận ra lúc đọc hoặc lúc nghe, nhưng không sử dụng chúng trong văn nói hoặc viết. Kho từ vựng bị động nhiều hơn kho từ vựng chủ động một vài lần.

## Biết và sử dụng một từ
Kho từ vựng được định nghĩa là tất cả các từ được biết và được sử dụng bởi một người cụ thể. Tuy nhiên, những từ được biết (hiểu) và được sử dụng bởi một người cụ thể không cấu thành tất cả những từ mà người đó gặp phải. Theo định nghĩa, một kho từ vựng bao gồm hai mục sau cùng trong danh sách dưới đây:
1. Không bao giờ vấp phải từ
2. Nghe từ, nhưng không thể xác định nó
3. Nhận ra từ nhờ văn cảnh và giọng điệu
4. Có thể sử dụng từ nhưng không thể giải thích nó một cách rõ ràng
5. Sử dụng trôi chảy, thành thạo từ, bao gồm cả việc hiểu rõ định nghĩa của nó

## Các loại từ vựng
Dưới đây liệt kê theo thứ tự từ nhiều nhất đến ít nhất:

### Từ vựng nghe
Kho từ vựng nghe của một người là tất cả những từ mà anh ấy/chị ấy có thể nhận ra khi nghe lời nói. Kho từ vựng này được trợ giúp (bổ sung) về kích thước bằng văn cảnh và giọng điệu.

### Từ vựng viết
Kho từ vựng viết của một người là tất cả những từ mà anh ấy hoặc chị ấy có thể áp dụng trong khi viết. Đối lập với hai loại từ vựng trước, từ vựng viết được kích thích/cưỡng ép bởi người dùng của nó

### Từ vựng nói
Từ vựng nói của một người là tất cả những từ mà anh ấy hoặc chị ấy có thể sử dụng trong lúc nói, phát biểu. Nhờ bản chất tự sinh của từ vựng nói, các từ thường xuyên bị dùng sai. Sự dùng sai này (mặc dù không cố ý và có thể bỏ qua) có thể được bù đắp bằng biểu cảm khuôn mặt, giọng điệu, hay động tác tay chân.

## Từ vựng tiêu điểm
"Từ vựng tiêu điểm" là một tập hợp đặc biệt của các thuật ngữ và các điểm khác biệt có ý nghĩa rất quan trọng đối với một nhóm nhất định; đặc biệt tập trung về kinh nghiệm hoặc hoạt động. Một cuốn từ vị, hay từ vựng, là một cuốn từ điển ngôn ngữ, tập hợp tên các đồ vật, các sự kiện, và các ý tưởng trong ngôn ngữ đó. Một số nhà ngôn ngữ học tin rằng, cuốn từ vị tác động đến tri giác con người về các thứ, đây chính là giả thuyết Sapir–Whorf. Ví dụ, Nuer của Sudan có vốn từ vựng hoàn thiện để mô tả gia súc rất kĩ. Nuer có hàng tá tên dành cho gia súc do lịch sử đặc biệt của gia súc, do nền kinh tế và do môi trường. Dạng so sánh kiểu này đã được rút trích ra từ các cuộc tranh luận về ngôn ngữ học, ví dụ như với "những từ chỉ tuyết của người Eskimo". Người nói tiếng Anh cũng có thể chi tiết hóa vốn từ vựng về tuyết và gia súc của họ khi nhu cầu tăng lên.

## Sự tăng trưởng từ vựng
Thuở ban đầu lúc còn thơ ấu, sự mở rộng vốn từ vựng không đòi hỏi nỗ lực nào cả. Trẻ con nghe các từ và bắt chước lại chúng, sau cùng liên hệ chúng với các đồ vật và hành động. Đây chính là từ vựng nghe. Từ vựng nói tiếp theo sau đó, khi những suy nghĩ của đứa trẻ phụ thuộc vào khả năng biểu lộ bản thân của chính nó mà không cần tới điệu bộ và những âm đơn giản. Một khi đạt được từ vựng đọc và từ vựng viết - thông qua các câu hỏi và giáo dục - các dị thường và bất quy tắc của ngôn ngữ có thể được phát hiện.
Ở lớp đầu tiên, một học sinh có lợi thế (đã biết chữ) biết số từ nhiều hơn khoảng hai lần so với học sinh không có ưu thế khác. Nói chung, khoảng cách này không được rút ngắn. Điều này chuyển thành một dải rộng kích cỡ từ vựng theo độ tuổi năm, sáu, thời điểm mà một đứa trẻ nói tiếng Anh sẽ biết khoảng 2.500-5.000 từ. Một học sinh trung bình học được khoảng 3.000 từ/năm, hoặc xấp xỉ tám từ mỗi ngày.
Sau khi rời trường học, từ vựng tăng trưởng đạt đến mức ổn định. Sau đó người ta có thể mở rộng từ vựng của mình bằng cách tham gia vào các hoạt động như đọc sách, chơi trò đố chữ, và tham gia các chương trình từ vựng.

## Từ vựng chủ động và bị động
Ngay cả nếu chúng ta học một từ, thì điều đó cũng cần thực hành nhiều và cần liên hệ ngữ cảnh thì mới học tốt được. Một phân nhóm sơ lược các từ chúng ta hiểu khi nghe chúng bao gồm từ vựng "bị động" của chúng ta, trong khi từ vựng "chủ động" được tạo thành từ các từ xuất hiện lập tức trong tâm trí ta khi chúng ta phải sử dụng chúng trong câu khi nói. Trong trường hợp này, chúng ta phải tăng cường hoạt động với một từ trong khung thời gian một phần ngàn giây, vì vậy phải biết rõ chúng, nhất là các tổ hợp với các từ khác trong câu thường hay được sử dụng.

## Tầm quan trọng của từ vựng
- Một vốn từ vựng phong phú trợ giúp cho việc biểu đạt và giao tiếp.
- Kích thước từ vựng trực tiếp liên quan đến việc đọc hiểu.[9]
- Từ vựng ngôn ngữ học đồng nghĩa với từ vựng tư duy.[10]
- Một người có thể được đánh giá bởi những người khác dựa vào vốn từ vựng của người đó.

## Từ vựng tiếng mẹ đẻ và từ vựng ngoại ngữ

### Từ vựng tiếng mẹ đẻ
Các từ vựng của những người nói tiếng mẹ đẻ một ngôn ngữ nào đó thay đổi rất nhiều, và đặc biệt phụ thuộc vào trình độ giáo dục của họ. Một nghiên cứu vào năm 1995 đã đánh giá kích thước từ vựng của một người nói đã qua giáo dục đại học vào khoảng 17 000 họ từ, còn của sinh viên đại học năm nhất (đã qua giáo dục trung học) thì vào khoảng 12 000.

### Từ vựng ngoại ngữ

#### Ảnh hưởng của kích thước từ vựng lên sự hiểu biết ngôn ngữ
Francis và Kucera đã nghiên cứu các văn bản có tổng cộng một triệu từ và đã phát hiện ra rằng, nếu một người hiểu các từ có tần số sử dụng cao nhất, người đó sẽ nhanh chóng hiểu phần lớn các từ trong một văn bản:
| Kích thước từ vựng (từ) | Độ bao phủ văn bản viết (%) |
| ----------------------- | --------------------------- |
| 1000                    | 72.0                        |
| 2000                    | 79.7                        |
| 3000                    | 84.0                        |
| 4000                    | 86.8                        |
| 5000                    | 88.7                        |
| 6000                    | 89.9                        |
| 15,851                  | 97.8                        |

Nếu một người hiểu 2000 từ có tần số sử dụng cao nhất, người đó sẽ hiểu 80% số từ trong những văn bản đó. Số lượng này thậm chí còn cao hơn nếu như chúng ta tính cả những từ mà chúng ta tiếp thu trong văn cảnh nói phi chính thức. Sau đó, 2000 từ phổ biến nhất sẽ bao trùm 96% vốn từ vựng. Những con số này nên được khuyến khích đối với những người bắt đầu học tiếng, đặc biệt bởi vì các con số ở trong bảng là dành cho các bổ đề từ (word lemma) và nhiều họ từ sẽ cho tầm bao phủ thậm chí còn cao hơn nữa.

##### Sự nắm vững từ vựng ngôn ngữ thứ hai
Việc học từ vựng là một trong những bước đầu tiên của việc học ngôn ngữ thứ hai, tuy nhiên một người sẽ không bao giờ đạt tới bước cuối cùng trong việc nắm vững từ vựng. Dù trong tiếng mẹ đẻ hay ngôn ngữ thứ hai đi chăng nữa, thì sự nắm bắt một vốn từ mới là một quá trình liên tục. Nhiều phương pháp có thể trợ giúp cho việc nắm bắt vốn từ vựng mới.

##### Sự ghi nhớ
Mặc dù quá trình ghi nhớ có thể bị xem là chán ngấy và buồn tẻ, việc kết nối một từ trong tiếng mẹ đẻ với từ tương ứng trong ngôn ngữ thứ hai trước khi nó được ghi nhớ được xem là một trong những phương pháp tốt nhất trong việc nắm vững từ vựng. Đến tuổi trưởng thành, học sinh thường đã thu thập được một số phương pháp ghi nhớ. Mặc dù vẫn còn nhiều tranh cãi cho rằng quá trình ghi nhớ một cách điển hình không yêu cầu quá trình nhận thức phức tạp làm tăng khả năng lưu giữ (Sagarra & Alba, 2006), nhưng quá trình này một cách điển hình vẫn đòi hỏi một lượng lớn số lần lặp lại. Các phương pháp khác một cách điển hình cần nhiều thời gian và lâu hơn để nhớ lại.
Một vài từ có thể không được liên kết dễ dàng thông qua sự kết hợp hay các phương pháp khác. Khi một từ trong ngôn ngữ thứ hai tương tự với một từ trong tiếng mẹ đẻ một cách trực quan hay về phương diện âm vị học, một người thường cho rằng chúng cũng chia sẻ nghĩa tương tự. Mặc dù trường hợp này thường gặp, nhưng nó không phải luôn luôn đúng. Khi đối mặt với từ cùng gốc sai, quá trình ghi nhớ và lặp lại là những chìa khóa để làm chủ. Nếu một người học ngôn ngữ thứ hai chỉ dựa vào các phép kết nối từ để học từ vựng mới, người đó sẽ có một khoảng thời gian rất vất vả để có thể làm chủ các từ gốc sai. Khi một lượng lớn từ vựng phải được tiếp thụ trong một khoảng thời gian giới hạn, khi người học cần nhớ lại thông tin một cách nhanh chóng, khi các từ đại diện cho các khái niệm trừu tượng hoặc khó biểu diễn hình ảnh tinh thần, hoặc khi phân biệt giữa các từ gốc sai, quá trình ghi nhớ cơ học (tự động, máy móc, không có sự tham gia của nhận thức) là phương pháp được sử dụng. Một mô hình mạng nơ-ron của việc học từ tiểu thuyết thông qua chính tả chữ viết, tính đến khả năng ghi nhớ đặc trưng L1 của người học L2 gần đây đã được giới thiệu (Hadzibeganovic & Cannas, 2009). khoảng thời gian giới hạn, khi người học cần nhớ lại thông tin một cách nhanh chóng, khi các từ đại diện cho các khái niệm trừu tượng hoặc khó biểu diễn hình ảnh tinh thần, hoặc khi phân biệt giữa các từ gốc sai, quá trình ghi nhớ cơ học (tự động, máy móc, không có sự tham gia của nhận thức) là phương pháp được sử dụng. Một mô hình mạng nơ-ron của việc học từ tiểu thuyết thông qua chính tả chữ viết, tính đến khả năng ghi nhớ đặc trưng L1 của người học L2 gần đây đã được giới thiệu (Hadzibeganovic & Cannas, 2009).

##### Phương pháp từ khóa
Một phương pháp hữu ích để xây dựng từ vựng trong ngôn ngữ thứ hai là phương pháp từ khóa. Khi có thêm thời gian hoặc khi một người muốn nhấn mạnh một số ít từ khóa, người đó có thể tạo ra các thiết bị giúp dễ nhớ hoặc các kết hợp từ. Mặc dù những chiến lược này có xu hướng chiếm nhiều thời gian thực hiện và hồi tưởng hơn, chúng tạo ra các liên kết mới và không thông thường có thể tăng khả năng lưu giữ. Phương pháp từ khóa đòi hỏi quá trình tư duy sâu hơn, do đó tăng khả năng lưu giữ (Sagarra & Alba, 2006). Phương pháp này sử dụng những điều chỉnh phù hợp trong lý thuyết mã hóa kép của Paivio (1986) bởi vì nó dùng cả hai hệ thống ghi nhớ là lời nói và hình ảnh. Tuy nhiên, chỉ nên dùng phương pháp này đối với những từ đại diện cho các đối tượng cụ thể và có thể hình ảnh hóa. Các khái niệm trừu tượng hoặc các từ mang hình ảnh khác biệt đối với bộ não rất khó để kết hợp. Hơn nữa, các nghiên cứu đã chỉ ra rằng việc học từ vựng kết hợp thành công hơn với những học sinh còn nhỏ tuổi (Sagarra & Alba, 2006). Sau này khi học sinh lớn dần lên, chúng có xu hướng ít dựa vào việc tạo kết hợp từ để nhớ từ vựng.

### Từ vựng "Tiếng Anh căn bản"
Nhiều danh sách từ đã được phát triển để cung cấp cho những người có một vốn từ vựng hạn chế, hoặc trình độ thông thạo ngôn ngữ nhanh hay một phương tiện truyền thông hiệu quả. Năm 1930, Charles Kay Ogden đã tạo ra tiếng Anh căn bản (850 từ). Các danh sách khác bao gồm tiếng Anh đơn giản hóa (1000 từ) và tiếng Anh đặc biệt (1500 từ). 2000 từ tần số cao trong Danh sách Dịch vụ Tổng hợp (General Service List), biên soạn bởi Michael West từ ngữ liệu 5.000.000 từ, đã được sử dụng để tạo ra một số văn bản đọc phù hợp với người học tiếng Anh. Biết 2.000 từ tiếng Anh, một người có thể hiểu được khá nhiều tiếng Anh, và thậm chí đọc rất nhiều tài liệu đơn giản mà không gặp vấn đề.

### Sự khác biệt từ vựng giữa các tầng lớp xã hội ởHoa Kỳ
James Flynn báo cáo sự khác biệt đáng kể trong tiếp xúc với từ vựng của trẻ chưa đến tuổi đi học giữa các tầng lớp khác nhau ở Hoa Kỳ. Rõ ràng, trẻ chưa đến tuổi đi học ở các gia đình chuyên nghiệp thường tiếp xúc với 2.150 từ khác nhau, còn trẻ chưa đến tuổi đi học ở các gia đình tầng lớp công nhân thường tiếp xúc với 1.250 từ, trong khi các trẻ đến từ các hộ gia đình sống nhờ phúc lợi xã hội chỉ tiếp xúc với khoảng 620 từ.